# زیارت (فیلم)
زیارت (انگلیسی: Peregrinação) یک فیلم در ژانر اکشن است که در سال ۲۰۱۷ منتشر شد. این فیلم به عنوان نماینده پرتغال به نود و یکمین دوره جوایز اسکار معرفی شد ، اما نتوانست جزو نامزدان قرار بگیرد. بوتلهو این فیلم را در سال ۲۰۱۷ براساس یک رمان ساخته است.
«زیارت» در جشنواره سوفیا (جایزه ملی فیلم پرتغال) برنده سه جایزه بهترین چهره‌پردازی، بهترین جلوه‌های ویژه و بهترین طراحی لباس شده است.

## داستان
فیلم ماجرای زندگی فردیناند مندس پینتو را در سال ۱۵۳۷ روایت می‌کند. این مرد از پرتغال فرار می‌کند و از راه دریایی به هند می‌رود. او بیست سال را به آزمون‌های سخت و پر محنت در خاور دور تجربه می‌کند.